# Holorusia flava flava
Holorusia flava là một loài ruồi trong họ Tipulidae. Loài này được phát hiện ở miền Cổ bắc và miền Ấn Độ - Mã Lai.